# Kyanisierung
Als Kyanisierung bezeichnet man ein spezielles Verfahren zur Holzkonservierung, das im frühen 19. Jahrhundert durch den englischen Erfinder John Kyan entwickelt und 1823 in England patentiert wurde.
Es handelt sich dabei um ein Langzeittauchverfahren, bei dem eine bis zu dreiprozentige Quecksilber(II)-chlorid-Lösung (Sublimat) als Holzschutzmittel verwendet wird. Es wurden damit beispielsweise hölzerne Leitungsmasten, Bahnschwellen, Dachkonstruktionshölzer, Zaunpfähle (Hagpfähle), Hopfenstangen und Rebpfähle behandelt. In Deutschland kam das Verfahren in bestimmten Einsatzbereichen, wie etwa für die Behandlung von Pfählen und Hopfenstangen, bis Anfang der 1970er Jahre zum Einsatz. Auf Grund der Giftigkeit des Quecksilbers und der auftretenden Schwierigkeiten bei der Verwertung bzw. Entsorgung des Altholzes werden heute jedoch andere Verfahren verwendet. Die Kyanisierung ist seit 1990 verboten.